# Quint-Fonsegrives

Quint-Fonsegrives este o comună în departamentul Haute-Garonne din sudul Franței. În 2009 avea o populație de 4.714 de locuitori.

## Evoluția populației
| An        | 1975  | 1982  | 1990  | 1999  | 2006  | 2009  |
| --------- | ----- | ----- | ----- | ----- | ----- | ----- |
| Populație | 2.247 | 2.711 | 3.261 | 4.478 | 4.519 | 4.714 |